# Hornindalsvatnet
L'Hornindalsvatnet (che in norvegese significa il lago di Hornindal), è un lago della Norvegia che ha la particolarità di essere, con i suoi 514 metri, il più profondo d'Europa.
Ha una superficie di 51 km², una lunghezza di 22 km e una larghezza massima di circa 4 km. 
Il lago si trova nella contea di Vestland, circa 400 km a nord ovest della capitale norvegese Oslo. Il suo aspetto è quello tipico dei fiordi norvegesi, con l'ovvia differenza di essere isolato dal mare aperto.
Essendo la sua superficie situata a 53 metri sopra il livello del mare, ciò porterebbe alla conclusione che il fondo sarebbe posizionato a - 461 metri. Tuttavia negli anni novanta del XX secolo l'azienda Telenor, specializzata in telecomunicazioni, effettuò delle indagini con rilevatori a fibre ottiche che evidenziarono una profondità massima di 612 metri. Questa misurazione, anche se non ufficializzata, mise in evidenza che il valore accettato era comunque sottostimato.
Il lago bagna le località di Eid e Hornindal, da cui il bacino prende il nome.
Lungo le sue sponde si svolge nel mese di luglio una gara podistica denominata Hornindalsvatnet marathon.